# One World Tour (gira de Ricky Martin)
One World Tour es el nombre de la gira musical del cantante Boricua Ricky Martin para promocionar su álbum de estudio A Quien Quiera Escuchar. Inicialmente el cantante publicó las fechas de la primera manga del tour desarrollada en Oceanía, en donde el álbum fue un éxito debido a la participación del artista como jurado del concurso de canto The Voice Australia, en el cual aprovechó para promocionar su trabajo discográfico.
Debido al éxito y la demanda de conciertos de los fanes norteamericanos se añadieron nuevas fechas para México y los Estados Unidos.
Más adelante se añadieron nuevos conciertos para la cual sería la última manga de la gira, en Centroamérica y Sudamérica. Llamó la atención la gran cantidad de conciertos en Argentina, pues Ricky Martin había visitado el reality televisivo argentino Showmatch, en donde prometió una gran gira por ese país en el verano, lanzó una serie de juego, en el cual por la red social Twitter los fanes deberían poner, acompañado de un hashtag, la ciudad que querían que el artista visitara and $19.7 million from 45 shows in 2015.

## Repertorio
1. Mr. Put It Down
2. This Is Good
3. Drop It on Me
4. Shake Your Bon-Bon
5. Adrenalina
6. Tal Vez
7. Livin' la Vida Loca
8. It's Alright
9. Come With Me
10. Tu Recuerdo
11. Vuelve
12. Adiós
13. Lola, Lola
14. María
15. La Mordidita
16. La Bomba
17. Por Arriba, Por Abajo
18. Pégate
19. The Cup Of Life
20. She Bangs
21. I Am Made of You
22. Disparo al Corazón
23. She's All I Ever Had
24. Private Emotion
25. Nobody Wants to Be Lonely

## Fechas
| Oceanía                  |                          |                      |                                      |
| 17 de abril de 2015      | Auckland                 | Nueva Zelanda        | Vector Arena                         |
| 18 de abril de 2015      | Wellington               | Nueva Zelanda        | TSB Arena                            |
| 19 de abril de 2015      | Hamilton                 | Nueva Zelanda        | Claudelands Arena                    |
| 21 de abril de 2015      | Christchurch             | Nueva Zelanda        | CBS Centerbury Arena                 |
| 24 de abril de 2015      | Townsville               | Australia            | Convention Centre                    |
| 25 de abril de 2015      | Townsville               | Australia            | Convention Centre                    |
| 28 de abril de 2015      | Brisbane                 | Australia            | Entertainment Centre                 |
| 30 de abril de 2015      | Sídney                   | Australia            | Allphones Arena                      |
| 2 de mayo de 2015        | Melbourne                | Australia            | Rod Laver Arena                      |
| 5 de mayo de 2015        | Adelaida                 | Australia            | Adelaide Entertainment Centre        |
| 8 de mayo de 2015        | Perth                    | Australia            | Perth Arena                          |
| Norteamérica             |                          |                      |                                      |
| 10 de junio de 2015      | Monterrey                | México               | Arena Monterrey                      |
| 11 de junio de 2015      | Monterrey                | México               | Arena Monterrey                      |
| 13 de junio de 2015      | Tampico                  | México               | Expo Tampico                         |
| 17 de junio de 2015      | Guadalajara              | México               | Auditorio Telmex                     |
| 18 de junio de 2015      | Guadalajara              | México               | Auditorio Telmex                     |
| 19 de junio de 2015      | Ciudad de México         | México               | Auditorio Nacional                   |
| Norteamérica II          |                          |                      |                                      |
| 15 de septiembre de 2015 | Las Vegas                | Estados Unidos       | The AXIS at Planet Hollywood         |
| 16 de septiembre de 2015 | Reno                     | Estados Unidos       | Grand Sierra resort & casino         |
| 17 de septiembre de 2015 | Oakland                  | Estados Unidos       | Oracle Arena                         |
| 19 de septiembre de 2015 | Los Ángeles              | Estados Unidos       | The Forum                            |
| 20 de septiembre de 2015 | San Diego                | Estados Unidos       | Viejas Arena                         |
| 23 de septiembre de 2015 | Anselmo                  | Estados Unidos       | Valencia Amphitheatre                |
| 24 de septiembre de 2015 | Albuquerque              | Estados Unidos       | Sandia Casino                        |
| 26 de septiembre de 2015 | Phoenix                  | Estados Unidos       | Comerica Theatre                     |
| 27 de septiembre de 2015 | El Paso                  | Estados Unidos       | El Paso County Coliseum              |
| 29 de septiembre de 2015 | Hidalgo                  | Estados Unidos       | State Farm Arena                     |
| 30 de septiembre de 2015 | Houston                  | Estados Unidos       | Toyota Center                        |
| 1 de octubre de 2015     | Laredo                   | Estados Unidos       | Laredo Energy AArena                 |
| 3 de octubre de 2015     | San Antonio              | Estados Unidos       | Freeman Coliseum                     |
| 4 de octubre de 2015     | Dallas                   | Estados Unidos       | Gexa Energy Pavilion                 |
| 8 de octubre de 2015     | Nueva York               | Estados Unidos       | Madison Square Garden                |
| 9 de octubre de 2015     | Fairfax                  | Estados Unidos       | EagleBank Arena                      |
| 11 de octubre de 2015    | Chicago                  | Estados Unidos       | Allstate Arena                       |
| 14 de octubre de 2015    | Montreal                 | Canadá               | Bell Centre                          |
| 15 de octubre de 2015    | Toronto                  | Canadá               | Air Canada Centre                    |
| 17 de octubre de 2015    | Atlantic City            | Estados Unidos       | Boardwalk Hall                       |
| 18 de octubre de 2015    | Uncasville               | Estados Unidos       | Mohegan Sun Arena                    |
| 21 de octubre de 2015    | Durham                   | Estados Unidos       | Durham Performing Arts Center        |
| 22 de octubre de 2015    | Atlanta                  | Estados Unidos       | Phillis Arena                        |
| 24 de octubre de 2015    | Miami                    | Estados Unidos       | American Airlines Arena              |
| 25 de octubre de 2015    | Orlando                  | Estados Unidos       | Amway Center                         |
| Latinoamérica            |                          |                      |                                      |
| 6 de febrero de 2016     | La Romana                | República Dominicana | Anfiteatro Altos del Chavon          |
| 9 de febrero de 2016     | Córdoba                  | Argentina            | Festival Internacional de Peñas      |
| 12 de febrero de 2016    | San Juan                 | Puerto Rico          | Coliseo de Puerto Rico               |
| 13 de febrero de 2016    | San Juan                 | Puerto Rico          | Coliseo de Puerto Rico               |
| 14 de febrero de 2016    | San Juan                 | Puerto Rico          | Coliseo de Puerto Rico               |
| 20 de febrero de 2016    | Calafate                 | Argentina            | Festival                             |
| 23 de febrero de 2016    | Neuquén                  | Argentina            | Estadio Ruca Che                     |
| 25 de febrero de 2016    | San Juan                 | Argentina            | Fiesta Nacional del Sol              |
| 26 de febrero de 2016    | Mendoza                  | Argentina            | Arena Maipú                          |
| 27 de febrero de 2016    | Mendoza                  | Argentina            | Arena Maipú                          |
| 29 de febrero de 2016    | Concepción               | Chile                | Estadio de Concepción: Ester Roa     |
| 2 de marzo de 2016       | Santiago                 | Chile                | Movistar Arena                       |
| 3 de marzo de 2016       | Santiago                 | Chile                | Movistar Arena                       |
| 5 de marzo de 2016       | Córdoba                  | Argentina            | Orfeo Superdomo                      |
| 6 de marzo de 2016       | Rosario                  | Argentina            | Teatro Metropolitano de Rosario      |
| 7 de marzo de 2016       | Rosario                  | Argentina            | Teatro Metropolitano de Rosario      |
| 9 de marzo de 2016       | Junín                    | Argentina            | Sociedad Rural                       |
| 11 de marzo de 2016      | Buenos Aires             | Argentina            | Estadio Vélez Sarsfield              |
| 12 de marzo de 2016      | Buenos Aires             | Argentina            | Estadio Vélez Sarsfield              |
| 14 de marzo de 2016      | Montevideo               | Uruguay              | Velódromo Municipal                  |
| 15 de marzo de 2016      | Montevideo               | Uruguay              | Velódromo Municipal                  |
| 17 de marzo de 2016      | Resistencia              | Argentina            | Estadio Centenario                   |
| 19 de marzo de 2016      | Tucumán                  | Argentina            | Estadio Central Córdoba              |
| 20 de marzo de 2016      | Salta                    | Argentina            | Estadio Martearena                   |
| 24 de marzo de 2016      | Buenos Aires             | Argentina            | DirecTV Arena                        |
| 25 de marzo de 2016      | Mar del Plata            | Argentina            | Estadio Polideportivo                |
| 25 de octubre de 2016    | Santiago                 | Chile                | Movistar Arena                       |
| 27 de octubre de 2016    | Santiago                 | Chile                | Movistar Arena                       |
| 29 de octubre de 2016    | Buenos Aires             | Argentina            | DirecTV Arena                        |
| 30 de octubre de 2016    | Buenos Aires             | Argentina            | DirecTV Arena                        |
| 1 de noviembre de 2016   | Azul                     | Argentina            | Hipódromo de Azul                    |
| 2 de noviembre de 2016   | Rosario                  | Argentina            | Salón Metropolitano                  |
| 3 de noviembre de 2016   | Córdoba                  | Argentina            | Orfeo Superdomo                      |
| 5 de noviembre de 2016   | Santa Cruz de la Sierra  | Bolivia              | Estadio Tahuichi Aguilera            |
| 6 de noviembre de 2016   | Nuestra Señora de La Paz | Bolivia              | Estadio Hernando Siles               |
| 17 de noviembre de 2016  | Ciudad de Panamá, Panamá | Panamá               | Centro de Convenciones Amador        |
| 15 de diciembre de 2016  | Querétaro                | México               | Centro de Congresos Querétaro        |
| Europa                   |                          |                      |                                      |
| 12 de mayo de 2017       | Lisboa                   | Portugal             | MEO Arena                            |
| 23 de mayo de 2017       | Madrid                   | España               | Wizink Center                        |
| 24 de mayo de 2017       | Granada                  | España               | Plaza de Toros                       |
| 26 de mayo de 2017       | Valencia                 | España               | Plaza de Toros                       |
| 27 de mayo de 2017       | Sevilla                  | España               | Estadio Olímpico de La Cartuja       |
| 28 de mayo de 2017       | Valencia                 | España               | Plaza de toros                       |
| 30 de mayo de 2017       | Barcelona                | España               | Palau Sant Jordi                     |
| 31 de mayo de 2017       | Palma de Mallorca        | España               | Palma Arena                          |
| 3 de junio de 2017       | Gijón                    | España               | La Laboral                           |
| 4 de junio de 2017       | Murcia                   | España               | Recinto Ferial                       |
| 7 de junio de 2017       | Zaragoza                 | España               | Pabellón Príncipe Felipe             |
| 10 de junio de 2017      | La Coruña                | España               | Coliseum da Coruña                   |
| 11 de junio de 2017      | Bilbao                   | España               | Bizkaia Arena                        |
| Norteamérica             |                          |                      |                                      |
| 7 de julio de 2017       | Ciudad de México         | México               | Auditorio Nacional                   |
| 14 de julio de 2017      | Durango                  | México               | Feria Nacional de Durango            |
| 15 de julio de 2017      | Cancún                   | México               | Estadio Olímpico Andrés Quintana Roo |